# فتالان
فتالان (به انگلیسی: Phthalane) با فرمول شیمیایی C۸H۸O یک ترکیب شیمیایی با شناسه پاب‌کم ۱۰۳۲۷ است. 